# Alice au pays des merveilles (jeu vidéo, 2000)
Pour les articles homonymes, voir Alice au pays des merveilles (homonymie).
Alice au pays des merveilles (titre original : Alice in Wonderland) est un jeu vidéo de plates-formes développé par la société américaine Digital Eclipse Software et Ubisoft sorti sur la console PlayStation de Sony Computer Entertainment Nintendo 64 Dreamcast de Sega et Game Boy Color de Nintendo en 2000. Le jeu s'inspire du scénario du dessin animé Disney de 1951.

## Système de jeu
Alice au pays des merveilles suit l'histoire du dessin animé Disney de 1951 du même nom. Dès le premier niveau, le joueur contrôle Alice qui doit suivre le Lapin blanc dans son terrier. Les niveaux s'enchainent en suivant la narration du film, et donnent au joueur une expérience de jeu variée.
La façon de jouer dans les niveaux change également selon cette même logique.
Alice change de taille dans le jeu, ce qui change le ressenti de jeu au fur et à mesure des niveaux.
Les niveaux dérivent souvent de la zone principale, mais proposent parfois des zones à la jouabilité différente. Le niveau où Alice, rapetissée et coincée dans une bouteille, doit évoluer dans des rapides, en est un exemple.
Le jeu propose également l'utilisation du Game Boy Printer.

## Accueil
- GameRankings : 73,50%[3]
- AllGame : [4]
- Electronic Gaming Monthly : 7,5/10[5]
- GameFan : 88%[6]
- GameSpot : 9/10[2]
- IGN : 8/10[1]
- Nintendo Power : 6,9/10[7]
- Jeuxvideo.com : 14/20[8]

Alice au pays des merveilles a été bien reçu par la critique lors de sa sortie, notamment grâce à son aspect visuel soigné. Son meta-score sur certains agrégateurs de notation dépasse les 70%.
Tim Tracy de GameSpot trouve que le jeu offre les meilleurs graphismes sur console portable de l'époque, mais qu'hélas, les bruitages et la musique sont le point faible du jeu.
Graig Harris de IGN trouve lui que le point fort du jeu réside dans la variété des séquences de plateforme. Cependant, les zones plus difficiles, où l'on ne peut réussir qu'après essais et échecs, ne l'ont pas convaincu, plaidant que les enfants qui y joueraient auraient du mal à les compléter.